# Emsworth
Emsworth è un paesino di 9 737 abitanti, frazione di Havant nella contea dell'Hampshire, in Inghilterra.